# Spectravideo SVI-728
De SVI-728 was de eerste homecomputer van Spectravideo die in 1985 werd geïntroduceerd, en volledig voldeed aan de MSX-computerstandaard. Het ontwerp is vrijwel gelijk aan de SV-328, die niet geheel voldeed aan de MSX-standaard.

## Technische specificaties
Processor
- Zilog Z80A met een kloksnelheid van 3,56 MHz. (PAL)

Geheugen
- ROM: 32 kB
- RAM: 64 kB (uitbreidbaar tot 256 kB)
- VRAM: 16 kB

Weergave
- VDP Texas Instruments TMS9918A / TMS9929 (NTSC/PAL)
- resolutie: 256 x 192 beeldpunten
- tekstmodus: 40 karakters x 24 regels (optioneel 80 x 24)
- kleuren: 16
- sprites: 32

Geluid
- General Instrument AY-3-8910-geluidschip
- 3 geluidskanalen
- 1 ruiskanaal
- 1 omhullenden

Aansluitingen
- 1 datarecorder/cassetterecorder
- 2 joystick
- 1 cartridge
- 1 Super Expander
- 1 diskettestation